# Бабій Ганна Федорівна
Бабій Ганна Федорівна (справжнє прізвище Грищук) — український педагог, громадський діяч, краєзнавець, відмінник народної освіти (1976), отличник просвещения СРСР (1987), Заслужений вчитель Української РСР (1978), екс-депутат Волинської обласної ради, ветеран педагогічної праці. У 2021 році удостоєна довічної державної стипендії для видатних діячів освіти.

## Біографія

### Дитинство та юність
Народилася у селі Стрільче Волинської області у 1940-му році. Батьки працювали у колгоспі.
Навчалася у Смиківській загальноосвітній школі, після закінчення якої вступила до Сокальського педучилища.
З 1954 по 1958 рік навчалася у Сокальському педагогічному училищі. У 1966 році закінчила Луцький педагогічний інститут імені Лесі Українки і отримала фах учителя історії та української мови.

### Педагогічна діяльність
З 1958 по 1959 – учитель біології семирічної школи села Лахвичі Волинської області.
З 1959 по 1961 – учитель біології, згодом – учитель початкових класів восьмирічної школи села Деревок Волинської області.
З 1961 по 1968 – учитель історії та географії восьмирічної школи села Ощів Волинської області.
З 1968 по 1973 – директор восьмирічної школи села Ощів Волинської області.
З 1973 по 1985 – учитель історії  та географії восьмирічної школи села Ощів Волинської області.
З 1985 по 1996 – учитель історії восьмирічної школи села Ощів Волинської області.
З 1996 по 2001 – учитель історії з неповним тижневим навантаженням Ощівської школи І-ІІ ступеня Волинської області. З 2001 до 2017 року працювала у школі на громадських засадах керівником музею.
З перших днів роботи в школі стала організатором і керівником краєзнавчої роботи. У 1977 році створила музей бойової слави у школі, який постійно поповнювала разом із різними поколіннями своїх учнів.
Пошукова, дослідницька робота Ганни Бабій знайшла відбиток у дослідженнях «Літопис історії визволення території Горохівщини (1941—1944 рр.): Початок Львівсько-Сандомирської операції по Рава-Руському напрямку (за архівами 389 та 58 стрілецьких дивізій)», «Історія села Ощів», у матеріалах Всеукраїнської історико-краєзнавчої акції учнівської молоді «Шляхами подвигу і слави» тощо.
У 2015 році видала книгу «Львівсько-Сандомирська операція. Прорив на Рава-Руському напрямі».

### Освітньо-громадська діяльність
У 1977 – делегат IV З’їзду вчителів Української РСР.
З 1979 по 1984 – член Правління республіканської організації товариства «Знання» України.
У 1978 році обрана депутатом Горохівської районної ради. З 1979 по 1991 - депутат Волинської обласної ради народних депутатів.
Про активну депутатську діяльність Ганни Бабій постійно розповідалося на сторінках місцевої преси: і про її безпосередню участь у вирішенні питань завершення будівництва Сенкевичівської середньої школи; і про виконання наказів виборців щодо прокладання шосейних доріг у селах Вільхівка і Терешківці, під'їздів на тракторні бригади й ферми місцевих колгоспів, відкриття сучасних закладів торгівлі і побуту; і про сумлінне виконання доручень, які мала як секретар комісії з народної освіти обласної ради.

## Нагороди
20 квітня 1970 року нагороджена медаллю «За доблесну працю»;
10 лютого 1976 року нагороджена нагрудним знаком Міністерства освіти УРСР «Відмінник народної освіти».
Указом Президії Верховної Ради Української РСР від 18 серпня 1978 року присвоєно почесне звання Заслуженого вчителя Української РСР.
24 березня 1986 року нагороджена медаллю «Ветеран праці».
14 грудня 1987 року нагороджена нагрудним знаком Міністерства освіти СРСР «Отличник просвещения СССР».
20 жовтня 2003 року видано посвідчення «Ветеран праці».
У 2015 році з нагоди 75-річчя її ім'я увійшло до «Календаря знаменних і пам'ятних дат Волині».
У 2018 році ім'я Ганни Бабій увійшло до книги «Сіячі розумного, доброго, вічного. Заслужені учителі Горохівщини».
18 серпня 2021 року Кабінет Міністрів України погодив кандидатуру Ганни Бабій (Грищук) на призначення довічної державної стипендії видатним діячам освіти. Указом Президента України від 27 вересня 2021 року № 491/2021 заслуженому вчителеві Української РСР, відмінникові народної освіти Ганні Бабій (Грищук) призначено довічну державну стипендію для видатних діячів освіти.

## Погляди
|                                          | Реформа освіти в сучасний період передбачає перехід до Нової української школи, у якій учень разом зі знаннями отримує вміння їх застосовувати, змінюються методи викладання, формат спілкування і співпраці учнів, учителів і батьків, впровадження проектної роботи та навчання через діяльність. Виконання цих завдань не можливе без співпраці учнівського, батьківського та педагогічного колективів. |
| — Заслужений учитель України Ганна Бабій | |

|                                          | «Якщо Ви поставили учню двійку — подумайте, що Ви зробили для того, аби цього результату не було» |
| — Заслужений учитель України Ганна Бабій |                                                                                                   |